# Plouider
Plouider [pluidɛʁ] est une commune du département du Finistère, dans la région Bretagne, en France.

## Géographie

### Description

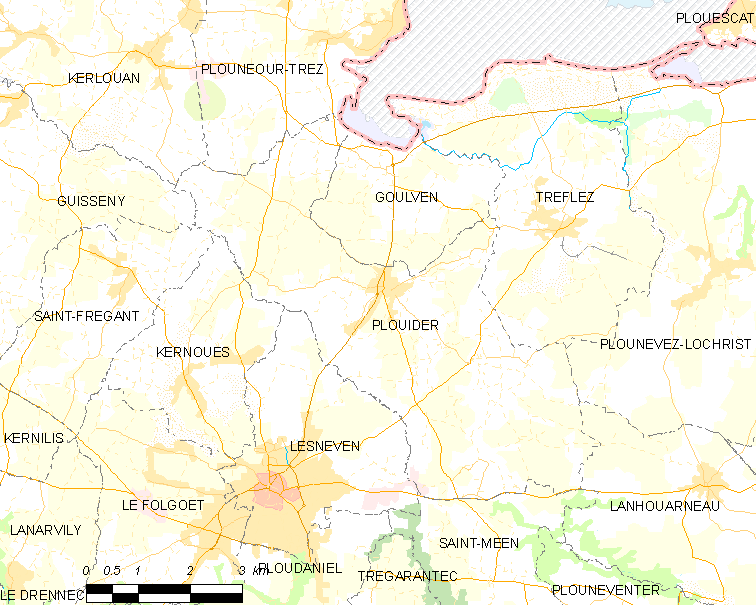
Carte de la commune de Plouider.

Plouider est située à environ 5 km au sud de la grève ou baie de Goulven, située en bordure de la Manche, et à 6 km au nord-nord-est de la ville de Lesneven. Son finage communal est limité au sud par le Quillimadec, petit fleuve côtier qui se jette dans la Manche entre Kerlouan et Guissény. Un autre tout petit fleuve côtier, en fait un ruisseau, la Flèche, traverse la commune, passant en particulier par le gros hameau de Pont-du-Châtel. Les altitudes varient entre 11 mètres à l'ouest, là où le Quillimadec quitte le territoire communal à 67 mètres près de Coat Menac'h. Le bourg de Plouider est très décentré vers le nord au sein du finage communal, le territoire de la commune voisine de Goulven s'étendant jusqu'à la limite nord du bourg de Plouider. Runéven et le Mouster à l'est, Coat Menac'h et Pen ar Creach au sud, Dourmap, Kersava et Kéréolé à l'ouest sont les autres hameaux principaux de la commune.

### Communes limitrophes
| Kerlouan, Guissény, Saint-Frégant | Plounéour-Trez | Manche Goulven, Tréflez |
| Kernouës                          | Plouider       | Plounévez-Lochrist      |
| Lesneven                          | Saint-Méen     | Lanhouarneau            |

À l'ouest, Plouider est séparée des communes voisines de Lesneven, Saint-Frégant, Kernouës et Guissény par un petit fleuve côtier, le Quillimadec.

### Hydrographie
Pour un article plus général, voir Réseau hydrographique du Finistère.
La commune est située dans le bassin Loire-Bretagne. Elle est drainée par le Quillimadec, la Flèche et divers autres petits cours d'eau,.
Le Quillimadec, d'une longueur de 22 km, prend sa source dans la commune de Plounéventer et se jette  dans la Manche à Guissény, après avoir traversé dix communes. 

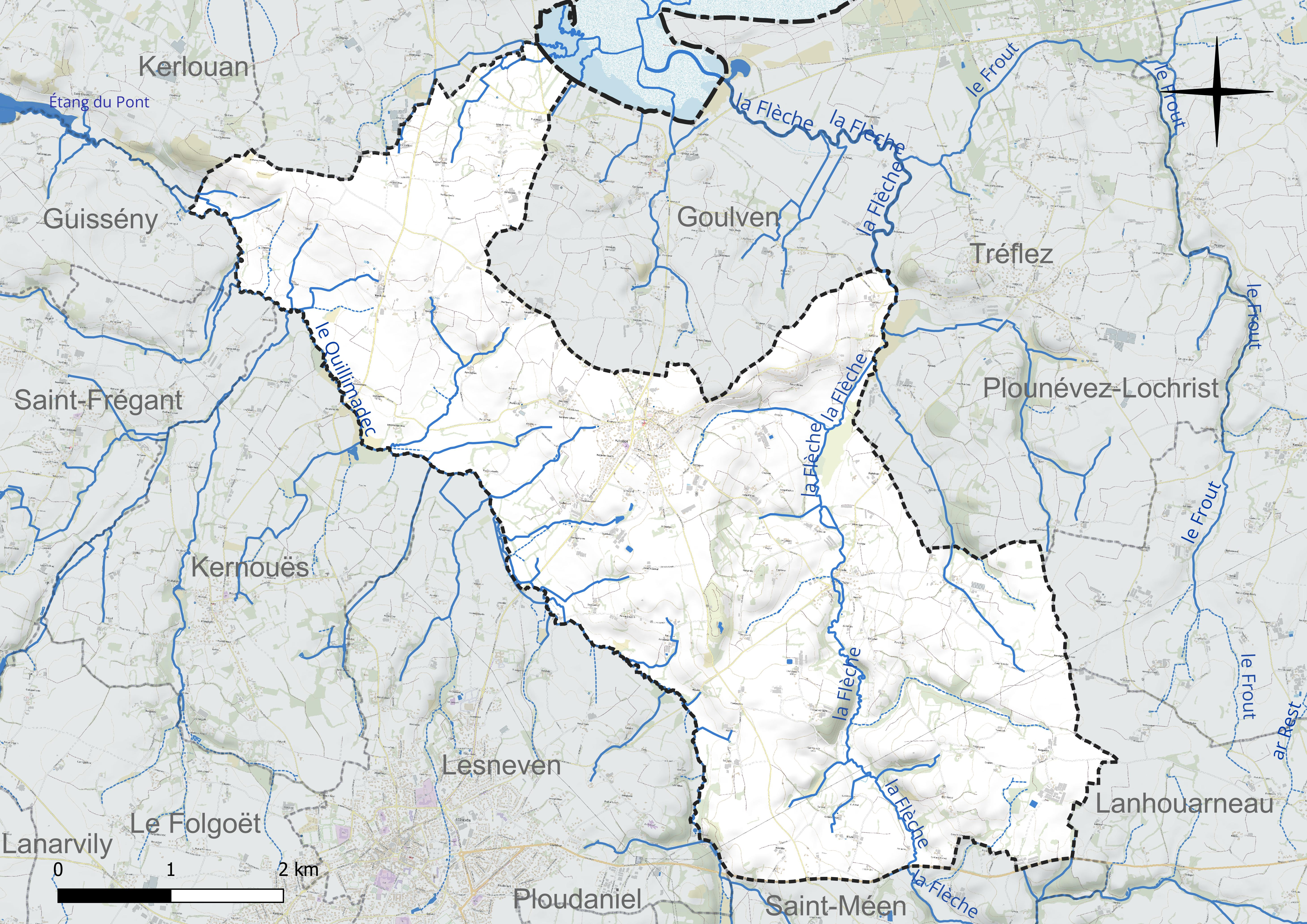
Réseau hydrographique de Plouider.

La Flèche, d'une longueur de 23 km, prend sa source dans la commune de Bodilis et se jette  dans la Manche en limite de Tréflez et de Goulven, après avoir traversé dix communes. 

### Climat
Pour des articles plus généraux, voir Climat de la Bretagne et Climat du Finistère.
En 2010, le climat de la commune est de type climat océanique franc, selon une étude du CNRS s'appuyant sur une série de données couvrant la période 1971-2000. En 2020, Météo-France publie une typologie des climats de la France métropolitaine dans laquelle la commune est exposée à un climat océanique et est dans la région climatique  Finistère nord, caractérisée par une pluviométrie élevée, des températures douces en hiver (6 °C), fraîches en été et des vents forts. Parallèlement l'observatoire de l'environnement en Bretagne publie en 2020 un zonage climatique de la région Bretagne, s'appuyant sur des données de Météo-France de 2009. La commune est, selon ce zonage, dans la zone « Littoral », exposée à un climat venté, avec des étés frais mais doux en hiver et des pluies moyennes.  
Pour la période 1971-2000, la température annuelle moyenne est de 11,6 °C, avec  une amplitude thermique annuelle de 9,3 °C. Le cumul annuel moyen de précipitations est de 1 010 mm, avec 15,9 jours de précipitations en janvier et 7,9 jours en juillet. Pour la période 1991-2020, la température moyenne annuelle observée sur la station météorologique la plus proche, située sur la commune de Ploudaniel à 8 km à vol d'oiseau, est de 11,6 °C et le cumul annuel moyen de précipitations est de 1 146,8 mm,. Pour l'avenir, les paramètres climatiques de la commune estimés pour 2050 selon différents scénarios d'émission de gaz à effet de serre sont consultables sur un site dédié publié par Météo-France en novembre 2022.

## Urbanisme

### Typologie
Au 1er janvier 2024, Plouider est catégorisée bourg rural, selon la nouvelle grille communale de densité à 7 niveaux définie par l'Insee en 2022.
Elle est située hors unité urbaine et hors attraction des villes,.
La commune, bordée par la Manche, est également une commune littorale au sens de la loi du 3 janvier 1986, dite loi littoral. Des dispositions spécifiques d'urbanisme s'y appliquent dès lors afin de préserver les espaces naturels, les sites, les paysages et l'équilibre écologique du littoral, tel le principe d'inconstructibilité, en dehors des espaces urbanisés, sur la bande littorale des 100 mètres, ou plus si le plan local d'urbanisme le prévoit.

### Occupation des sols
L'occupation des sols de la commune, telle qu'elle ressort de la base de données européenne d'occupation biophysique des sols Corine Land Cover (CLC), est marquée par l'importance des territoires agricoles (97 % en 2018), une proportion sensiblement équivalente à celle de 1990 (97,4 %). La répartition détaillée en 2018 est la suivante : 
terres arables (46,3 %), zones agricoles hétérogènes (33,8 %), prairies (16,9 %), zones urbanisées (2,7 %), zones industrielles ou commerciales et réseaux de communication (0,3 %). L'évolution de l'occupation des sols de la commune et de ses infrastructures peut être observée sur les différentes représentations cartographiques du territoire : la carte de Cassini (XVIIIe siècle), la carte d'état-major (1820-1866) et les cartes ou photos aériennes de l'IGN pour la période actuelle (1950 à aujourd'hui).

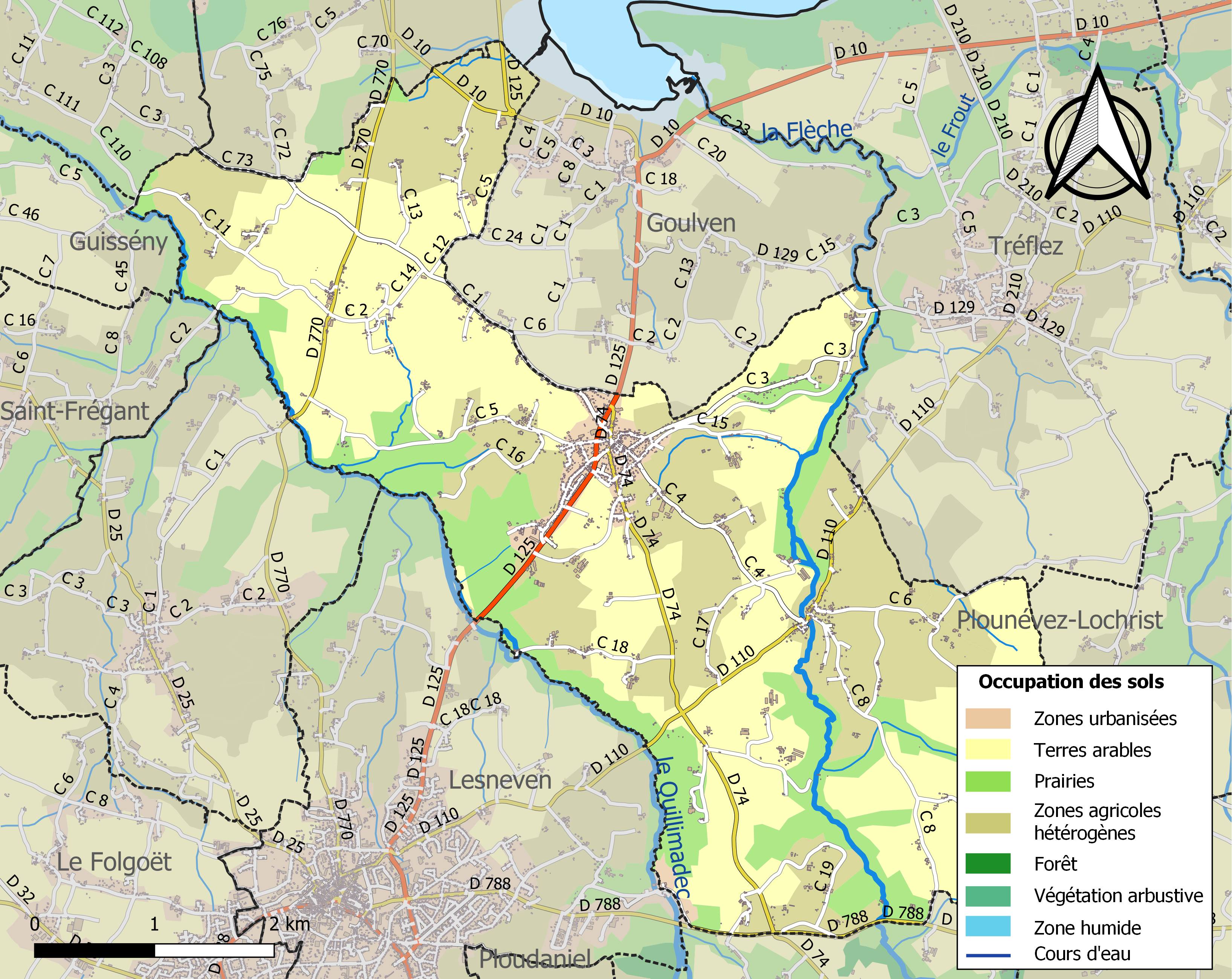
Carte des infrastructures et de l'occupation des sols de la commune en 2018 (CLC).

## Toponymie
Le nom de la localité est attesté sous les formes Plebs Desiderii aux XIIe et XIIIe siècles, Ploedider vers 1330 et en 1467, Plouedider en 1426, Ploezider en 1470, Guic Ider, Ploedider en 1481, Guictider en 1486, Guicdider en 1491, Ploe Uyder en 1534.
Plouider vient du breton ploe (paroisse) et de Ider/Dider : « La paroisse de Ider ».
Le nom breton de la commune est Plouider.

## Histoire

### Étymologie et origines
La devise de Plouider est "Plouider, atao huelloc'h", signifie en français "Plouider toujours plus haut"
Plouider (Ploe Ider ou Guic Ider, puis Ploe Dider ou Guicdider ou Ploe Uyder) est une grande paroisse de l'Armorique primitive de l'évêché de Léon, fondée au VIe siècle (?). Aux XIIe siècle et XIIIe siècle, l'appellation de Plebs Désiderii explique que le saint éponyme de la paroisse (plou en breton) fut dès cette époque assimilé à saint Didier, patron de l'église où il est statufié en évêque ; mais l'anthroponyme Ider est aussi attesté, notamment dans un acte de 1230 ; il existe, par exemple, des villages de Kerider à Plounéventer et Cléder.
Plouider s'étendait à l'origine sur un très grand territoire, englobant les paroisses voisines de Goulven, Languengar et même Plounévez-Lochrist, Tréflez et Lanhouarneau, et débordant sur le territoire actuel d'autres paroisses comme Kernouës, Lesneven ou Saint-Méen (rectification de limites de communes en 1948 et 1954). De nombreux calvaires et croix témoignent de ce passé paroissial. Plouider avait pour trève Pont-du-Châtel où se trouve la chapelle Saint-Fiacre, ancienne église tréviale.
Le peuplement de ce territoire remonte à la Préhistoire comme en témoignent quelques dolmens comme celui de Kerbervas. Il ne subsiste pas de traces particulières de l'occupation romaine mais la proximité de la cité de Vorganium (Kerilien en Plounéventer) ou la légende du roi Izur (du château de Morizur) permettent d'envisager la présence des Romains dans la région.

### Moyen Âge
Le début du Moyen Âge est marqué par les invasions des Vikings qui cherchent à pénétrer dans le territoire, notamment en remontant les vallées de La Flèche et du Quillimadec : la tradition situe au village de Runéven sur la Flèche la bataille opposant au Xe siècle (936) le comte Even (ou Neven) aux envahisseurs normands. C'est aussi l'époque de la construction des mottes castrales dominant le cours des deux rivières pour surveiller la côte et protéger l'arrière-pays (Morizur, Roudoushir, Trever, Pont ar Chalvez). La base du donjon de Morizur et des restes de fortification étaient encore visibles dans la première moitié du XIXe siècle selon le Chevalier de Fréminville. Le « Pont Gaulois » sur la Flèche doit aussi trouver son origine à cette époque.
À la fin du Moyen Âge, les dangers d'invasion étant écartés et le calme rétabli à l'intérieur des terres autour du château de Lesneven, les familles nobles commencent à descendre de leurs mottes pour construire à leur pied des manoirs-résidences plus confortables et organiser l'exploitation du domaine seigneurial. La plupart des villages de Plouider possèdent encore des traces ou le souvenir de ces manoirs : Beuzit, Kerouriou, Mesperennez, Morizur, Coat Menach, Lestevenoc, Dourmap…
Les archives ont gardé la trace de Guéguen Kerlouan, qui vivait en 1365, qui eut un fils, Alain de Kerlouan, marié avec Péronelle de Coëtivy (Coetivi), et qui habitait le manoir de Brenbuzual (actuellement Brondusval, dans la commune de Plouider). Leur fille Adélice (Adeline) de Kerlouan épousa en 1392 Tanguy de Parecevaux, seigneur de Mézarnou en Plounéventer.

### Époque moderne
À l'époque moderne, Plouider est une grande paroisse agricole vivant de la culture des céréales mais aussi de celle du lin, à côté de l'élevage (les chevaux et les bovins). L'église paroissiale Saint-Didier fut reconstruite en 1771. Un ossuaire, daté du XVIIIe siècle, se trouvait à proximité, mais il a été détruit vers 1935.
En 1759, une ordonnance de Louis XV ordonne à la paroisse de Plouider de fournir 53 hommes et de payer 347 livres pour « la dépense annuelle de la garde-côte de Bretagne ».
Une épidémie de fièvre typhoïde sévit, comme dans la plupart des paroisses voisines, à Plouider en 1775, y faisant cette année-là 84 morts.

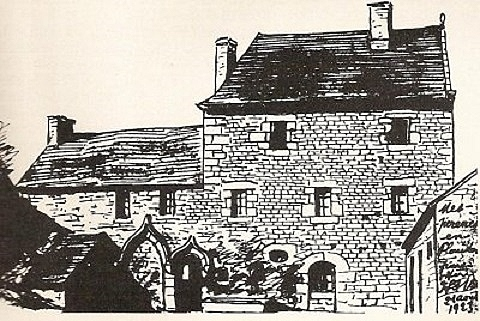
Le manoir de Mespérennez (dessin de Louis Le Guennec)

Jean-Baptiste Ogée décrit ainsi Plouider en 1778 :

« Plouider ; sur une montagne ; à 5 lieues à l'ouest-sud-ouest de Saint-Pol-de-Léon, son évêché ; à 44 lieues de Rennes et à 1 lieue de Lesneven, sa subdélégation et son ressort. Cette paroisse relève du Roi et comte 1 400 communiants ; la cure est présentée par l'évêque. (...). On connaît dans cette paroisse les maisons nobles nommées Mesle-Perennes [Mesperenez, Listourdu, Penanprat, Coëtmenech [Coatmenac'h], Pratalan, la Flèche, Kervélégan [Kerveuleugan], Kerouriou-Lochan, et Lestevenec [Lestevennoc]. Ce territoire, qui est arrosé par les eaux de plusieurs bras de mer, est fertile et très exactement cultivé »

La liste des manoirs fournie par Jean-Baptiste Ogée est incomplète : plusieurs autres existaient alors (27 manoirs ont été recensés à Plouider) : Creac'h Mellic, Kervasdoué, Kerozet, Kertanguy, Rodalvez, Dourmap, Kerivin, Torraneac'h et Beuzit. Mais aucun de ces manoirs n'était plus habité par les familles nobles, mais par leurs fermiers ou de riche bourgeois.
Le manoir de Mespérennès (Mespérennez), construit entre le XVe siècle et le XVIIIe siècle, se trouvait alors dans la paroisse de Plouider (il est désormais dans la commune de Saint-Méen à la suite d'une modification des limites communales survenue en 1954) ; il a appartenu successivement aux familles de Saint-Denis, de Touronce, de Kersauzon et de Trécesson.

### Révolution française
Le cahier de doléances de Plouider est le seul de la sénéchaussée de Lesneven qui demande la suppression des justices seigneuriales par leur réunion « à la cour royale d'où elles releuvent [relèvent] en proche fief ».
Lors de la Révolution de 1789, la nouvelle commune de Plouider a la particularité d'élire son recteur, l'abbé Picart, comme premier maire en 1790. Celui-ci, prêtre réfractaire, ayant refusé de prêter serment de fidélité à la Constitution civile du clergé, doit ensuite laisser sa place à des notables issus des riches familles paysannes, à commencer par Jean Bergot. Plusieurs de ces familles achètent les fermes des domaines seigneuriaux des nobles émigrés qui ont été confisqués par les autorités révolutionnaires et qui sont ensuite vendus comme biens nationaux.

### Pont-du-Châtel
Pont-du-Châtel fut longtemps une trève dépendant de la paroisse de Plouider avant d'être incorporé à la commune de Plouider lors de la création des communes en 1792.
Construite en 1564, la chapelle Saint-Fiacre, ancienne église tréviale, a un clocher de style Beaumanoir, accosté de contreforts munis de niches, d'une tourelle d'escalier semi-circulaire et d'une galerie en encorbellement. La chapelle possède un bénitier de style Renaissance et abrite de nombreuses statues : saint Fiacre, saint Jean-Baptiste, saint Pol de Léon, une Vierge à l'Enfant, une Vierge foulant le dragon, un Crucifix et un Christ attendant le supplice. Une fontaine, avec une statue de saint Fiacre, coule sous le chevet de la chapelle. Côté nord, un petit porche à colonnettes, daté de 1574, est protégé par un toit de pierre à double pente. La chapelle est surtout connue par sa "fenêtre aux lépreux", une véritable meurtrière, se trouvant sur le bas-côté gauche, qui permettait aux "kakous", dits aussi "caqueux" du hameau voisin de Kerandraon, tonneliers ou cordiers depuis des générations, d'assister aux offices sans côtoyer les autres fidèles.

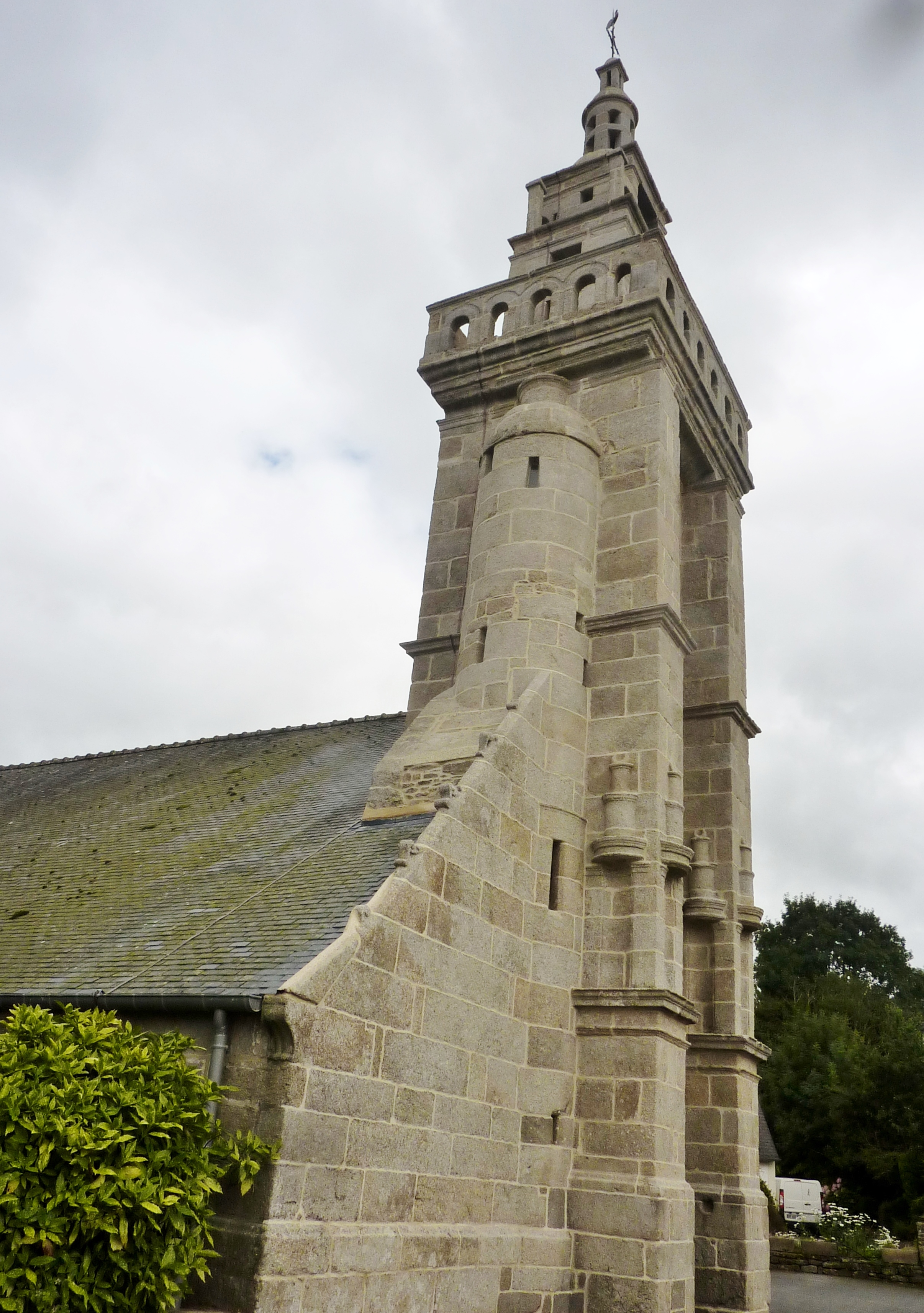
Chapelle Saint-Fiacre : le clocher.
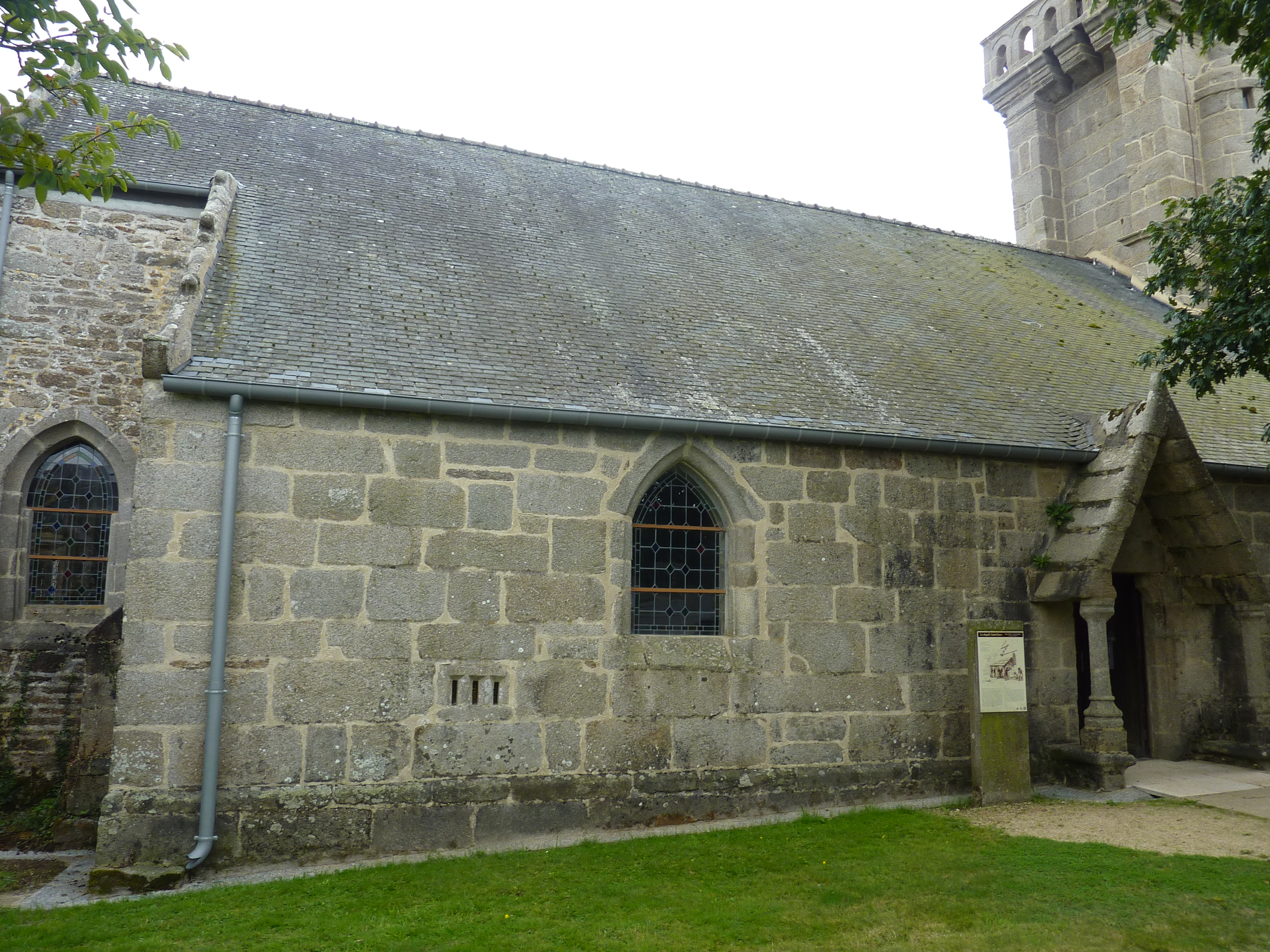
Chapelle Saint-Fiacre : flanc nord et la "fenêtre aux lépreux".
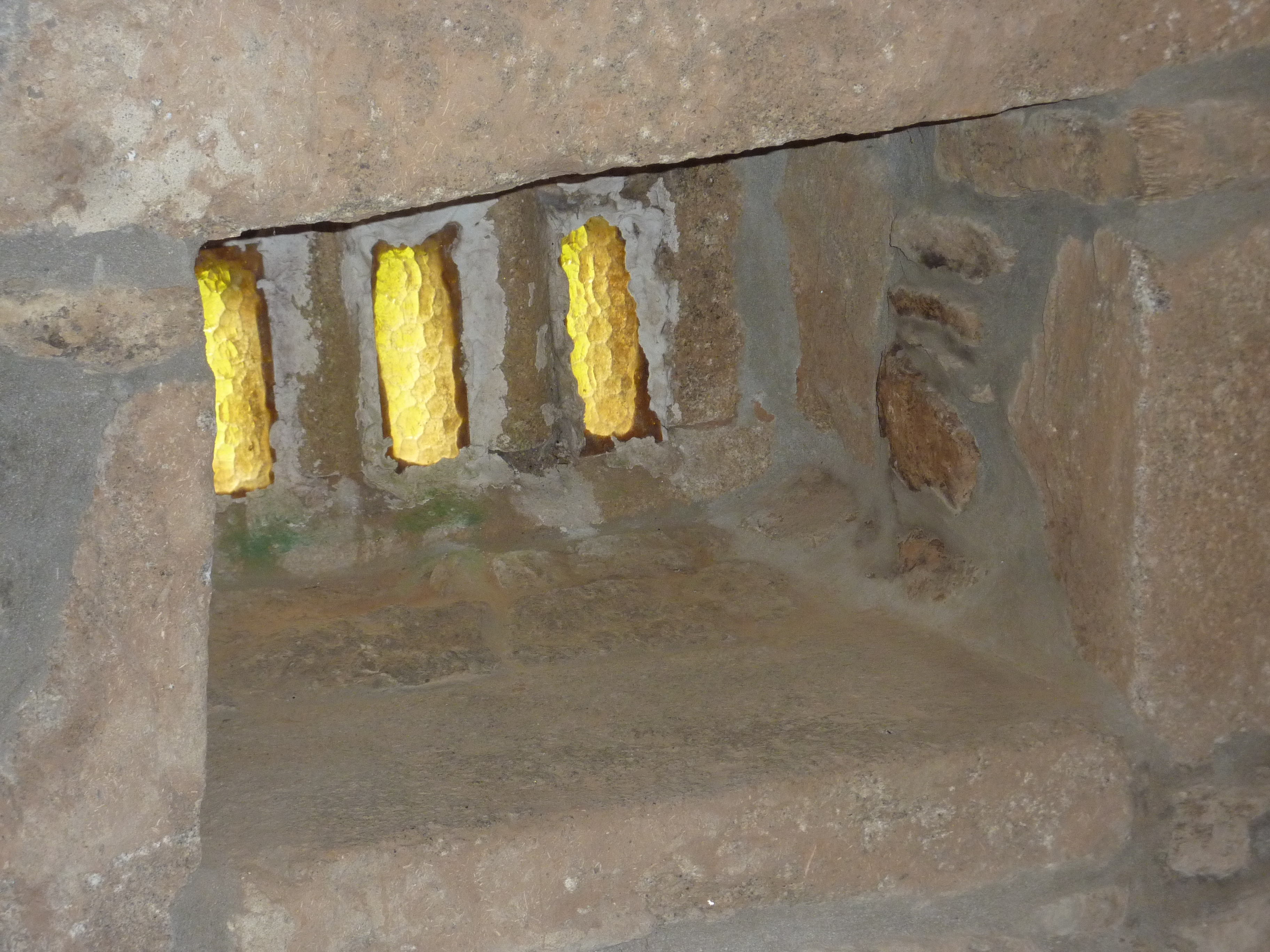
Chapelle Saint-Fiacre : la "fenêtre aux lépreux".
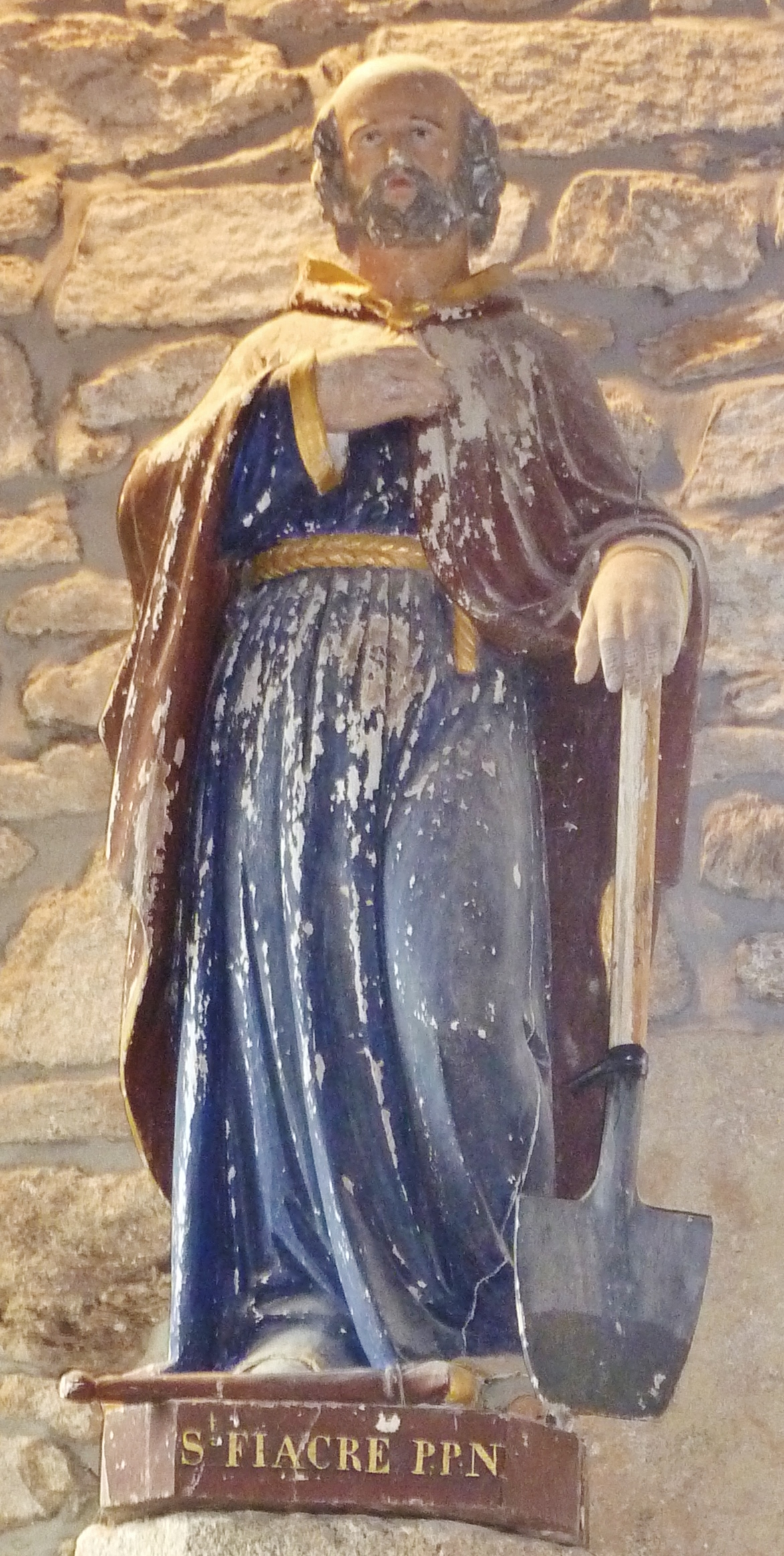
Chapelle Saint-Fiacre : statue de saint Fiacre.
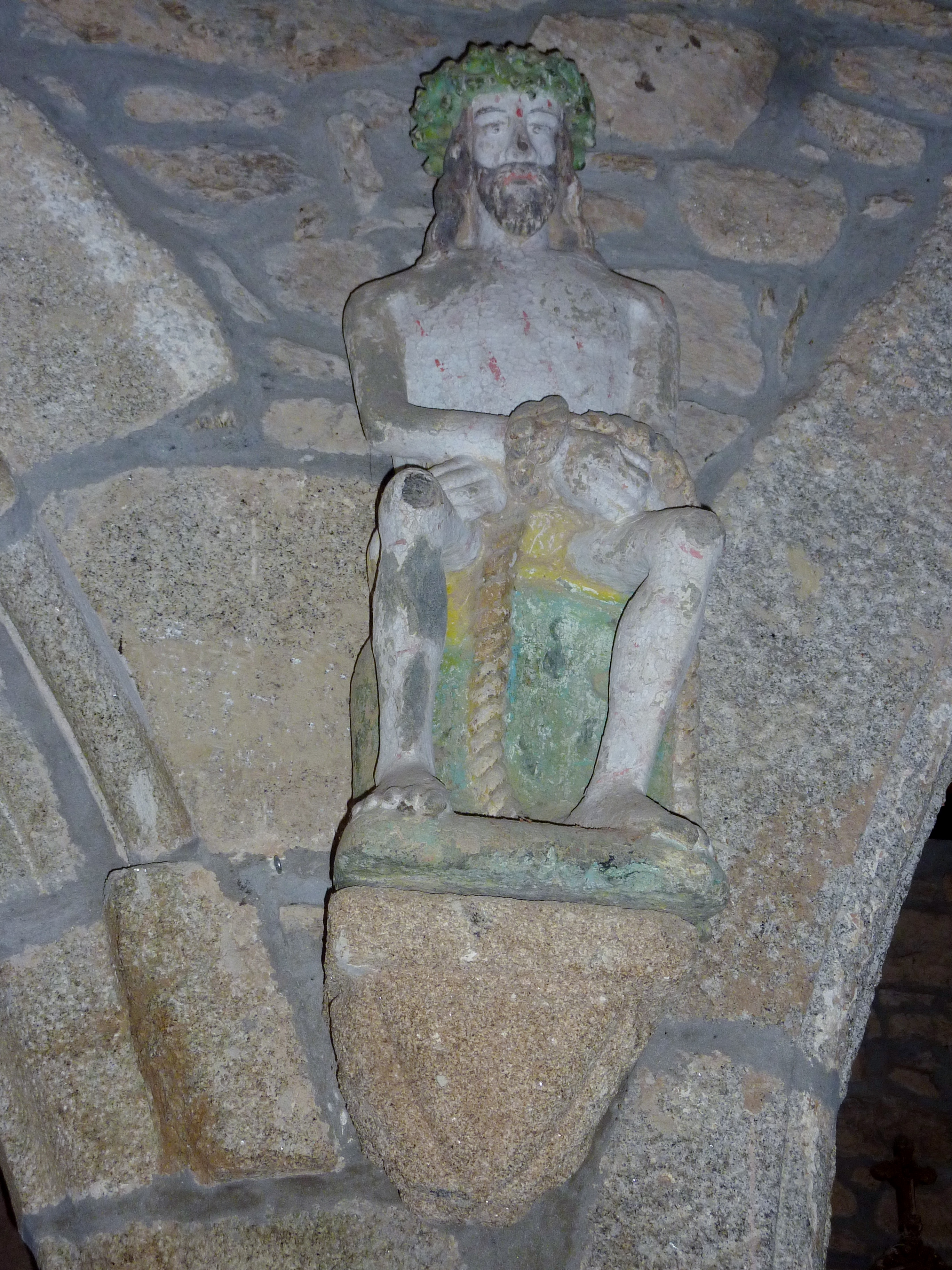
Chapelle Saint-Fiacre : statue du Christ attendant le supplice.

Le moulin de Pont-du-Châtel, qui date de 1788, sur la Flèche, était l'un des 14 moulins existant sur le territoire de la commune de Plouider ; ancien moulin à farine, qui fut transformé en minoterie en 1940, l'énergie électrique se substituant à celle fournie par l'eau. Le bâtiment principal est remarquable par son apotheiz ("avancée") semi-circulaire, à l'instar de la mairie de Ploudaniel.

### LeXIXesiècle

#### Les guerres duXIXesiècle
Les guerres napoléoniennes auraient fait 41 victimes sur les champs de bataille de toute l'Europe (victimes dont les corps ont été identifiés et le décès signalé). Les autres guerres du XIXe siècle auraient fait 56 victimes, dont 3 lors de l'expédition d'Espagne en 1823, 12 pendant la conquête de l'Algérie entre 1830 et 1872, 1 en Italie en 1849 lors de l'expédition de Rome, 13 lors de la guerre de Crimée entre 1853 et 1856, 4 lors de l'expédition du Mexique entre 1861 et 1867, 5 pendant la guerre franco-allemande de 1870, 5 pendant la conquête de l'Indochine entre 1864 et 1884, 13 lors de conflits divers en Afrique et Outre-mer liés à la colonisation.

#### Plouider en 1853
A. Marteville et P. Varin, continuateurs d'Ogée, décrivent ainsi Plouider en 1853 :

« Plouider (sous l'invocation de saint Didier) ; commune formée par l'ancienne paroisse du même nom, aujourd'hui succursale. (...) Principaux villages : Kerisiou, Dour-Map, Kervelegan, Kerivin, Kersantit, Coat-Manac'h, Trégoavant, Lescout. Manoirs de Morizur, de Prat-Allan, de La Flèche. Superficie totale : 3 097 ha, dont (...) terres labourables 1670 ha, prés et pâtures 382 ha, bois 104 ha, vergers et jardins 41 ha, landes et incultes 678 ha (...). Moulins : 14 (du Roudou, Lescoat, au Duc, de Coatmanac'h, du Châtel, à eau). (...) Géologie : gneiss. On parle le breton. »

#### Les écoles de Plouider auXIXesiècle
Au XIXe siècle, Plouider se distingue encore sur le plan de l'enseignement, en créant deux écoles communales : une pour les garçons avec des instituteurs laïcs et une pour les filles confiée à des religieuses de la congrégation des Filles de la Sagesse (une maison de charité : école des filles et pharmacie). Une école privée avait été ouverte « au Pont de Chatel » par Ambroise Gac en 1859 avant d'être nommé instituteur communal en 1867. Pendant deux ans, il continua d'exercer à Pont-du-Châtel car il n'y avait pas de local convenable au bourg. Il fallut attendre la rentrée de 1869 pour l'installation de l'école communale au chef-lieu et la fermeture de celle de Pont-du-Châtel. À plusieurs reprises (en 1873, 1882, 1929 et 1946), l'administration, appuyée sur des demandes de parents, a demandé à la commune de créer une école de hameau à Pont-du-Châtel mais à chaque fois le conseil municipal a rejeté cette demande.
Après les lois Jules Ferry de 1881-1882, créant l'école publique, gratuite, laïque et obligatoire, l'administration finit par décider de laïciser l'école communale des filles de Plouider en 1897 et d'y interdire les religieuses qui sont expulsées. Mais celles-ci, avec l'appui du clergé local et de la plupart des parents d'élèves, ouvrent rapidement une école privée qui regroupe la grande majorité des filles et face à laquelle l'école publique des filles ne survit pas longtemps. La question de la fermeture de l'école des filles apparaît en 1919 et après un essai de classe mixte (géminée ?) pour les petits contre l'avis du conseil municipal, l'inspecteur primaire accepte la fermeture « sous la réserve que la classe inoccupée de l'école des filles revienne à sa destination normale en cas de besoin ». C'est finalement en 1967 que la désaffectation du bâtiment de « l'ancienne école des filles » pour y installer la totalité de la mairie qui avait ses locaux principaux dans l'école des garçons (Espace Rencontres d'aujourd'hui). Enfin, l'école publique mixte de Plouider est fermée à son tour à la rentrée de 1972 sur décision du recteur de l'Académie de Rennes.

#### L'épidémie devariolede 1864
En 1864, 1 517 cas de variole sont recensés dans le département du Finistère, dont de nombreux cas dans le canton de Lesneven :

« La variole a fait de nombreuses victimes dans plusieurs communes du canton : Plouider, Ploudaniel et Kernouës ont été les communes les plus éprouvées : les cas de mort y ont été nombreux. Plounéour-Trez, Kerlouan, Goulven ont eu aussi beaucoup de malades, mais la mortalité y a été moins sensible. »

#### La fontaine Saint-Didier
Hervé Burel évoque les pratiques qui avaient cours à la fontaine Saint-Didier : « Le saint patron de cette fontaine était saint Didier, et c'est pendant les semaines de la Pentecôte qu'a lieu le pardon. Pendant ces semaines, les femmes venaient avec leurs petits enfants encore au sein faire trois fois le tour de la fontaine. Ensuite, en faisant une prière en l'honneur du saint, la mère déshabillait le bébé et le plongeait jusqu'au menton dans l'eau froide. J'ai souvent vu des mères qui, par superstition, appuyaient sur les épaules de leurs enfants pour les enfoncer dans cette eau froide (...).

#### Notre-Dame-des-Malades
La donation d'un terrain en 1872 permit la construction de la chapelle Notre-Dame-des-Malades, financée par les offrandes des fidèles et achevée en 1873 : de style néogothique, elle fut le lieu de célébration d'un grand pardon chaque mois de décembre, avec trois jours consécutifs de prières. Son nom serait dû à l'existence antérieure à proximité d'une vieille maison qui aurait été un asile pour les malades et les indigents et il était prévu lors de la construction de la chapelle  qu'un nouvel hospice pour vieillards soit construit, mais ce ne fut pas le cas.

#### Pont-du-Châtel et son pardon
Hervé Burel décrit ainsi Pont-du- Châtel vers la fin du XIXe siècle : « À l'époque où je fréquentais ce bourg, il y avait trois auberges, deux maréchaux-ferrants, un charpentier, des tailleurs et tailleuses, des vannier et des cordier, des chasseurs et des pêcheurs, des fainéants en plus ou moins grand nombre, et autant d'ivrognes ; bref, on trouvait toutes sortes d'artisans pauvres dans le bourg ». Il y avait aussi sept ou huit moulins à eau [dans la commune], dont celui de Pont-du-Châtel, qui actionnait cinq meules.
Hervé Burel décrit ainsi le pardon de la chapelle Saint-Fiacre : « On célèbre le pardon de Pont-du-Châtel tous les ans le premier dimanche de septembre ; on l'appelé le "pardon des prunes pourries". Il vient un nombre considérable de personnes à ce pardon car la moisson est souvent rentrée pour cette date et les gens ont donc tout loisir de venir jusqu'à ce bourg, l'un des endroits les plus plaisants du canton de Lesneven ».

### Le XX

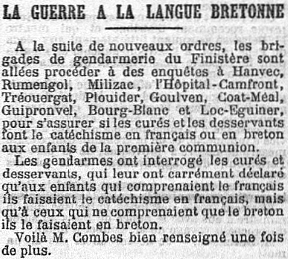
La lutte contre l'emploi de la langue bretonne par le clergé (journal La Croix du 25 novembre 1903).

### LeXXesiècle

#### Le chemin de fer

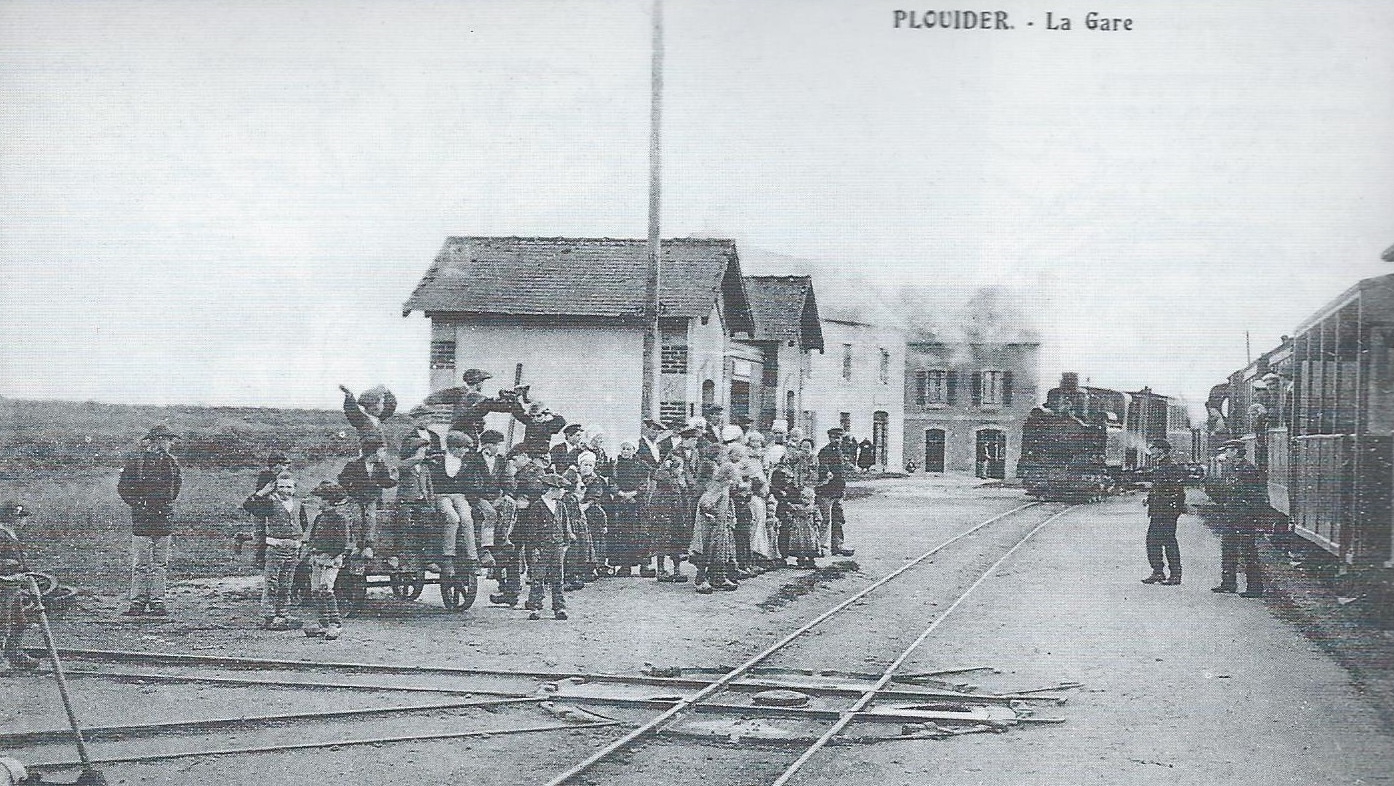
La gare de Plouider vers 1910.

À la fin du XIXe siècle, Plouider a connu l'arrivée du chemin de fer. La ligne Landerneau - Plounéour-Trez est ouverte le 11 juin 1894 et la ligne Lesneven - Plouider - Plouescat est créée en juin-juillet 1904. La gare de Plouider constituait donc une gare de triage avec un poste d'aiguillage au carrefour des deux lignes. Il passait plusieurs trains par jour et il pouvait y en avoir trois ou quatre ensembles à la gare, des trains de marchandises et des trains de voyageurs. La ligne est fermée une première fois en 1939 sur décision du conseil général du Finistère pour des raisons économiques mais elle est remise en service en 1941 par l'armée allemande d'occupation. Elle est définitivement fermée après la guerre en octobre-novembre 1946, tant pour le service voyageurs que le service marchandises.

#### LaBelle Époque
Le clocher de l'église paroissiale fut détruit par la foudre le 10 janvier 1913 et reconstruit sur le modèle de celui de l'église de Saint-Méen.

#### La Première Guerre mondiale
Le monument aux morts de Plouider porte les noms de 104 soldats morts pour la France pendant la Première Guerre mondiale ; parmi eux, deux au moins (Jean Favé, Jean Jeffroy) sont des marins morts en mer ; Michel Caraës a été tué dès août 1914 en Belgique à Virton ; Sébastien Bodennec est mort en captivité en Allemagne ; Paul Pennors est mort de maladie à Salonique (Grèce) le 1er décembre 1918, donc après l'armistice, alors qu'il était membre de l'expédition de Salonique ; la plupart des autres sont morts sur le sol français.

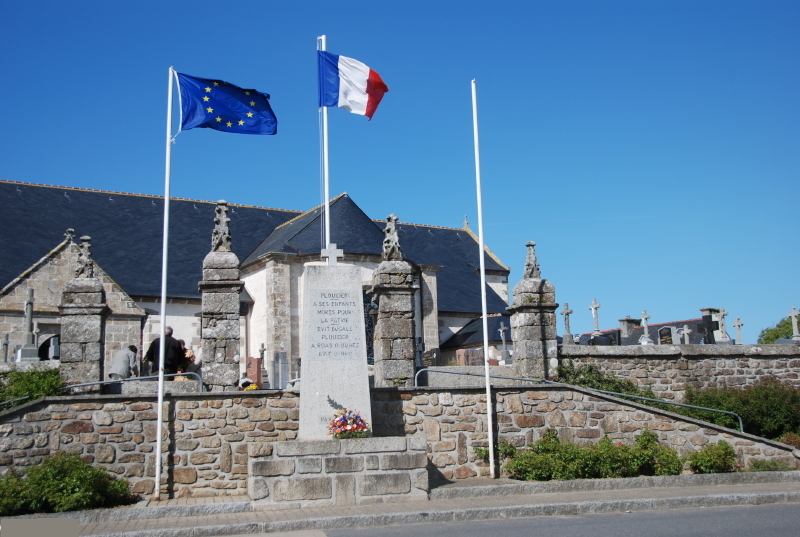
L'ancien monument aux morts de Plouider.
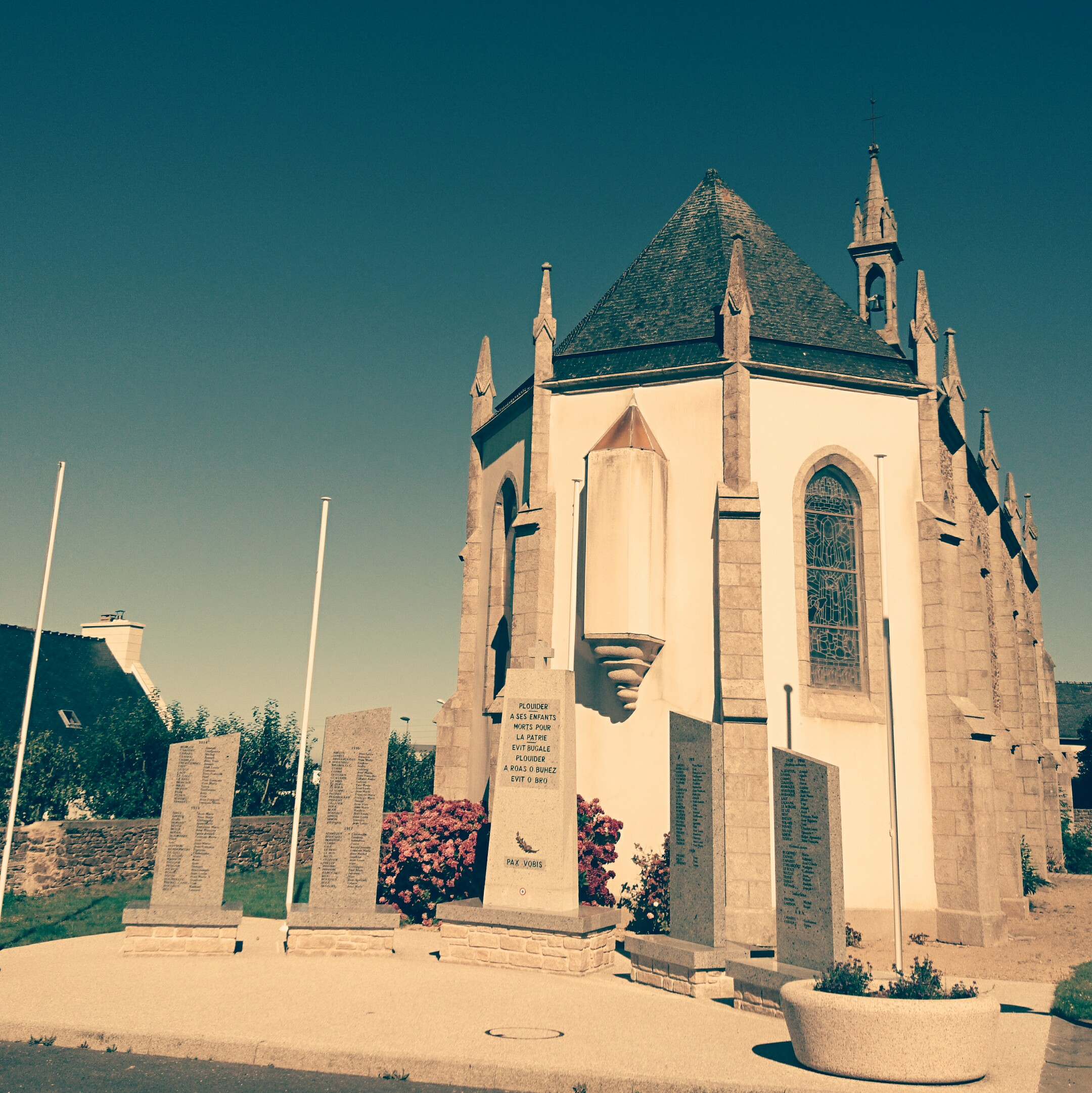
Le nouveau monument aux morts de Plouider (inauguré en 2015) ; à l'arrière plan la chapelle Notre Dame des Malades.

#### L'Entre-deux-guerres
En 1923, il y avait 4 filles à l'école publique de Ploudaniel contre 106 filles dans l'école catholique de la commune.

#### La Seconde Guerre mondiale
La Seconde Guerre mondiale a  fait 18 victimes militaires et 9 victimes civiles à Plouider.
L'armée allemande a laissé des traces de son occupation de la commune entre 1940 et 1944, notamment avec la batterie du Veuleury qui était composée de 4 canons de 105 mm sous casemates, avec six bunkers et des mitrailleuses. Elle était chargée de la défense de l'anse de Goulven - Keremma et de Kerlouan - Brignogan, sites possibles de débarquement des Alliés, dans le cadre du Mur de l'Atlantique installé par les Allemands tout au long des côtes françaises. Cette batterie a bombardé la ville de Lesneven lors de l'arrivée des Américains le 6 août 1944, détruisant en particulier le dôme du clocher de l'église. Les Allemands ont évacué le site dans la nuit du 7 au 8 août, en faisant exploser leur réserve de munitions entreposée dans un des blockhaus.
Le 12 mars 1944, deux soldats russes (supplétifs de l'armée allemande) tuent au village de Kerozet un paysan de 66 ans qui leur refusait du pain, des œufs et du beurre.

#### L'après Seconde Guerre mondiale
Un soldat originaire de Plouider est mort pendant la Guerre d'Indochine et deux pendant la Guerre d'Algérie.

## Héraldique
| Blason | Blasonnement : Parti : au premier d'or à la moucheture d'hermine de sable en chef et au rencontre de vache du même en pointe, au second d'azur à la moucheture d'hermine d'argent en chef et au rencontre de vache du même en pointe ; à la croix latine alésée d'argent, chargée d'un glaive tombant de sable, brochant sur le tout. Commentaires : C'est en 1979, que l'idée d'un blason émerge du conseil municipal. Une commission extra- municipale se met en place pour étudier ce projet. Celle-ci est composée de Roger Calvez maire, de l'amiral Hervé Jaouen, Gérard Quéré, Bernard L'Her et Yvon Kerléguer. Le blason lui-même a été réalisé par Yann Nicolas, en relation avec la commission départementale d'héraldique. Signification des armoiries : - La croix et le glaive, est une représentation de la croix de Runéven, qui commémore la bataille du même nom, remportée par le Comte EVEN sur les Normands en 936. - Les hermines symbolisent la Bretagne. - Les vaches sont un rappel de l'importance de l'élevage dans la commune. - Les couleurs « or et azur » sont les couleurs du club de foot. - Le clocher en haut est aussi le point culminant des environs, qui vaut à Plouider d'être aussi appelé « La Butte » - Dessous, les deux lignes bleues de la couronne, représentent les deux rivières entourant la commune : La Flèche au nord et le Quillimadec au sud. - Les deux lions noirs font partie des armoiries du Comte Even le grand, Comte du Léon - L'inscription « Plouider atao huelloc'h », « Plouider toujours plus haut » est devenue la devise de Plouider. |

## Démographie
L'évolution du nombre d'habitants est connue à travers les recensements de la population effectués dans la commune depuis 1793. Pour les communes de moins de 10 000 habitants, une enquête de recensement portant sur toute la population est réalisée tous les cinq ans, les populations de référence des années intermédiaires étant quant à elles estimées par interpolation ou extrapolation. Pour la commune, le premier recensement exhaustif entrant dans le cadre du nouveau dispositif a été réalisé en 2005.
En 2022, la commune comptait 1 801 habitants, en évolution de −3,79 % par rapport à 2016 (Finistère : +2,16 %, France hors Mayotte : +2,11 %).
| 1793  | 1800  | 1806  | 1821  | 1831  | 1836  | 1841  | 1846  | 1851  |
| ----- | ----- | ----- | ----- | ----- | ----- | ----- | ----- | ----- |
| 2 722 | 2 786 | 2 794 | 2 904 | 3 017 | 3 115 | 3 108 | 3 231 | 3 146 |

| 1856  | 1861  | 1866  | 1872  | 1876  | 1881  | 1886  | 1891  | 1896  |
| ----- | ----- | ----- | ----- | ----- | ----- | ----- | ----- | ----- |
| 3 094 | 3 116 | 3 188 | 3 080 | 2 997 | 2 867 | 2 803 | 2 743 | 2 673 |

| 1901  | 1906  | 1911  | 1921  | 1926  | 1931  | 1936  | 1946  | 1954  |
| ----- | ----- | ----- | ----- | ----- | ----- | ----- | ----- | ----- |
| 2 744 | 2 815 | 2 948 | 2 885 | 2 857 | 2 814 | 2 775 | 2 540 | 2 036 |

| 1962  | 1968  | 1975  | 1982  | 1990  | 1999  | 2005  | 2006  | 2010  |
| ----- | ----- | ----- | ----- | ----- | ----- | ----- | ----- | ----- |
| 1 923 | 1 860 | 1 784 | 1 871 | 1 818 | 1 751 | 1 871 | 1 899 | 1 965 |

| 2015  | 2020  | 2022  | - | - | - | - | - | - |
| ----- | ----- | ----- | - | - | - | - | - | - |
| 1 884 | 1 824 | 1 801 | - | - | - | - | - | - |

Commentaire : Plouider connaît son pic démographique en 1846, mais enregistre un solde migratoire négatif de 1 340 personnes pendant les quatre décennies qui suivent.

## Politique et administration
| Période                                  | Période  | Identité        | Étiquette | Qualité                                                         |
| ---------------------------------------- | -------- | --------------- | --------- | --------------------------------------------------------------- |
| 1800                                     | 1803     | François Madec  |           |                                                                 |
| 1803                                     | 1806     | Jean Bergot     |           |                                                                 |
| 1806                                     | 1816     | André Lunven    |           |                                                                 |
| 1816                                     | 1830     | Yves Bescond    |           | Cultivateur.                                                    |
| 1830                                     | 1831     | Paul Patinec    |           |                                                                 |
| 1832                                     | 1856     | Laurent Le Bars |           | Cultivateur.                                                    |
| 1856                                     | 1864     | Vincent Berthou |           |                                                                 |
| 1864                                     | 1870     | François Tanguy |           |                                                                 |
| 1870                                     | 1871     | Charles Le Bars |           | Cultivateur. Fils de Laurent Le Bars, maire entre 1832 et 1856. |
| 1871                                     | 1871     | Ambroise Parc   |           | Maire entre avril et juin 1871.                                 |
| 1871                                     | 1876     | Charles Le Bars |           | Déjà maire entre 1870 et 1871.                                  |
| 1876                                     | 1885     | Maurice Riou    |           | Cultivateur.                                                    |
| 1885                                     | 1886     | Yves Uguen      |           | Cultivateur à Kerilien.                                         |
| 1886                                     | 1888     | François Inizan |           | Cultivateur.                                                    |
| 1888                                     | 1896     | Yves Uguen      |           | Déjà maire entre 1885 et 1886.                                  |
| 1896                                     | 1906     | Yves Le Bras    |           | Cultivateur.                                                    |
| 1906                                     | 1912     | Goulven Person  |           | Cultivateur.                                                    |
| 1912                                     | 1945     | Maurice Le Bras |           | Fils d'Yves Le Bras, maire entre 1896 et 1906.                  |
| 1945                                     | 1945     | Jean Auffret    |           | Maire entre février et mai 1945.                                |
| 1945                                     | 1961     | Jean Riou       |           | Cultivateur.                                                    |
| 1961                                     | 1995     | Roger Calvez    | UDF-CDS   | Conseiller général du canton de Lesneven (1982-2001)            |
| 1995                                     | 2014     | Jérôme Ronvel   | UMP       | Conseiller Général du canton de Lesneven (2008-2015)            |
| 2014                                     | En cours | René Paugam     | DVD       | Agriculteur                                                     |
| Les données manquantes sont à compléter. |          |                 |           |                                                                 |

## Monuments
- L'église Saint-Didier a été rebâtie en 1771 avec des matériaux provenant de Kergonadeac'h en Cléder. L'église abrite les statues de saint Didier, saint Eloi (probablement par confusion avec saint Alor), saint Xavier, sainte Agathe, saint Yves et une Vierge-Mère.
- Le manoir du Beuzit (« Buis » ou « Boissière » en français) ; son premier membre connu, Guillaume Beuzit vivait au XVe siècle ; ce manoir fut acquis au XVIIe siècle par la famille Kergoff[68].
- Monuments aux morts 1914-1918.
- La chapelle Saint-Fiacre (à Pont-du-Châtel).
- La chapelle Notre-Dame-des-Malades (au bourg de Plouider).
- Moulins.

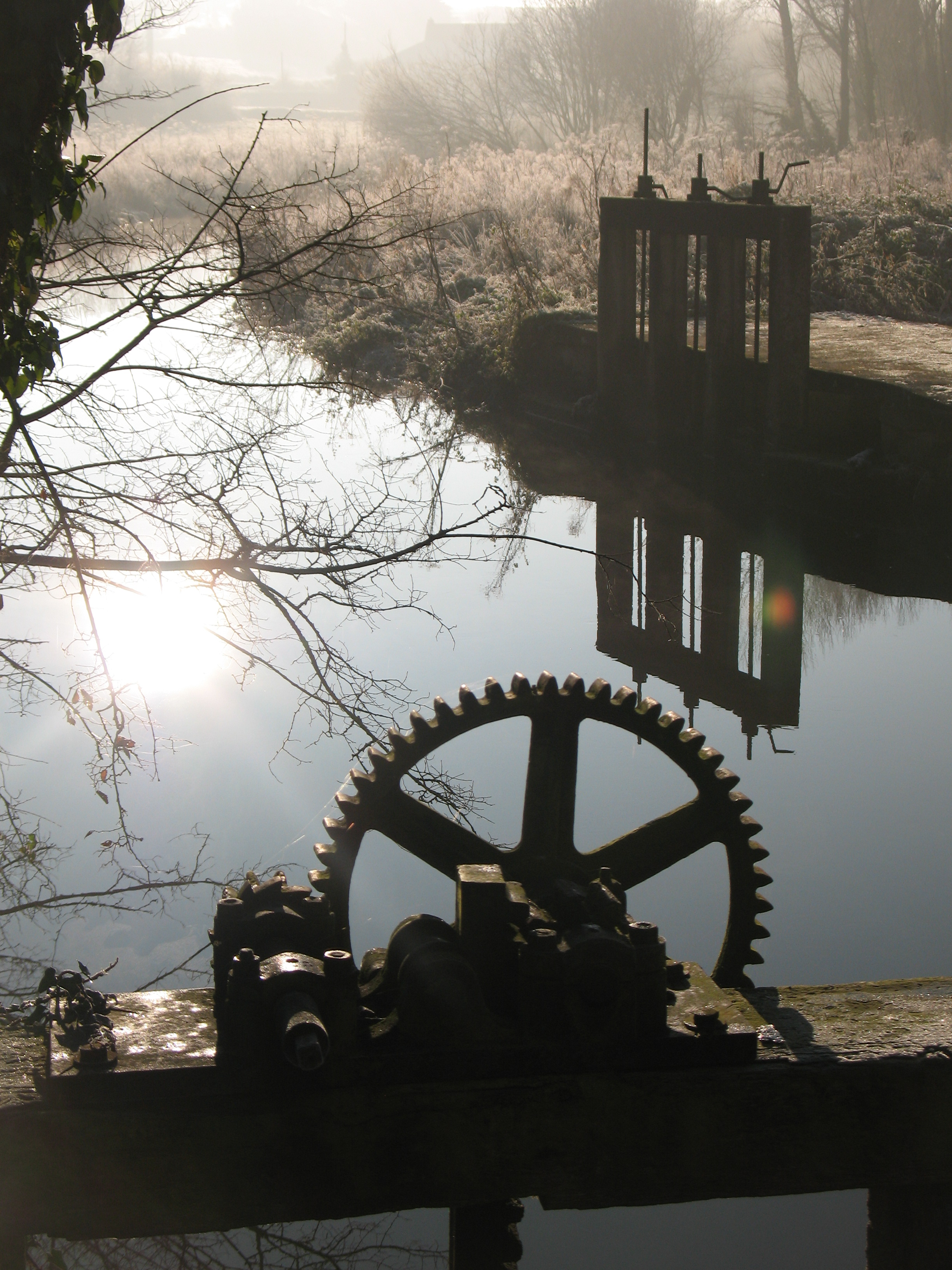
Pont-du-Châtel - Crémaillères des vannes du Moulin sur la rivière « La Flèche ».

## Culture

### Langue bretonne
- L'adhésion à la charte Ya d'ar brezhoneg a été votée par le conseil municipal le 23 mars 2012.

### Musique bretonne
- « La noisette » - chanson de Plouider.

## Personnalités liées à la commune
- Hervé Burel (né en 1858 à Plouider, décédé en 1943 à Guipavas), paysan, marin, auteur de deux cahiers rédigés en breton où il raconte la vie de quatre générations de paysans de Plouider dans un livre traduit en français et publié par Nelly Blanchard[54].